# Ella Barnwell
Ella Barnwell, née le 14 janvier 2001 à Carmarthen, est une coureuse cycliste britannique, originaire du Pays de Galles. Elle participe à des compétitions sur piste et sur route.

## Biographie

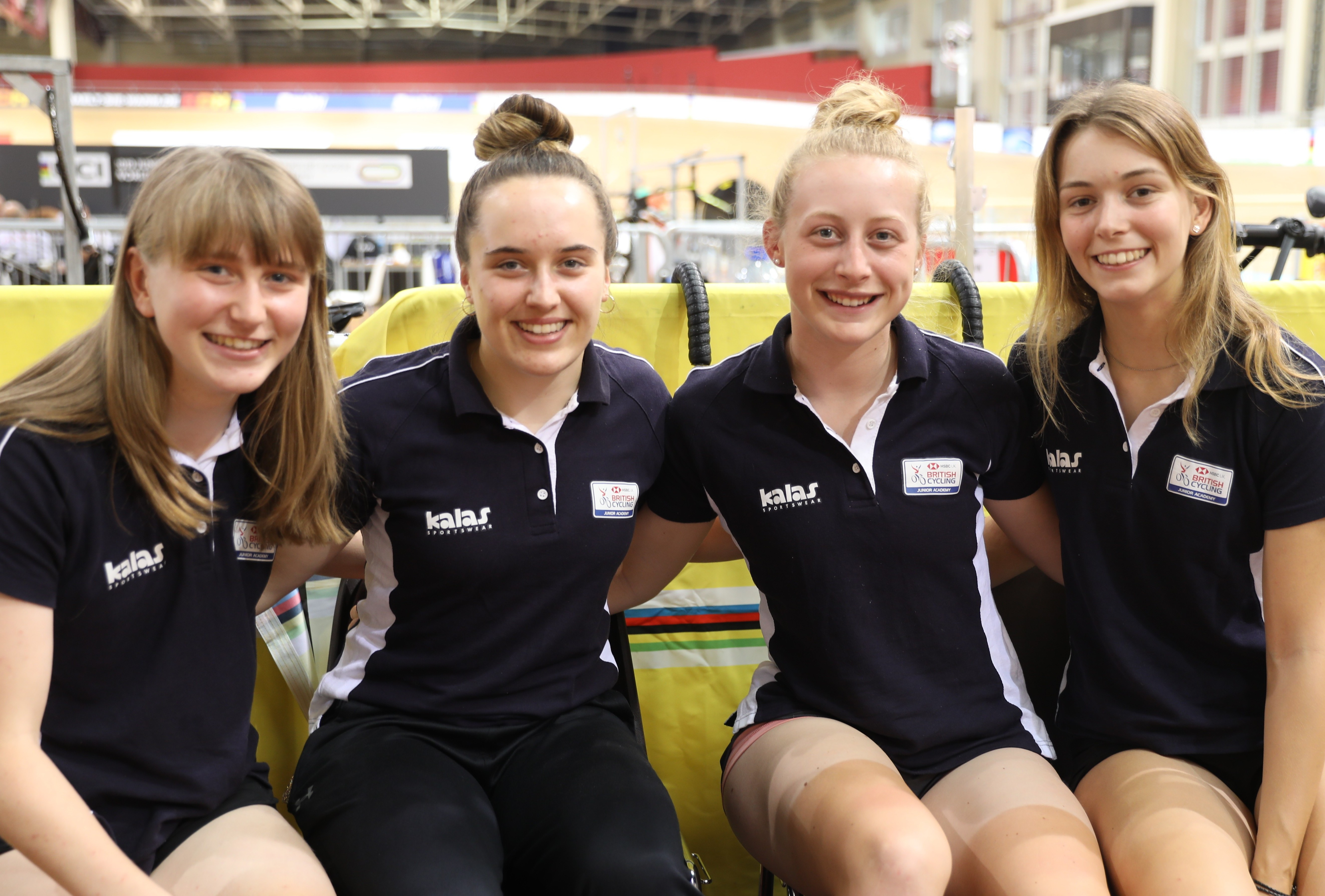
Eluned King, Barnwell, Elynor Bäckstedt et Sophie Lewis en 2019.

Ella Barnwell pratique le cyclisme depuis 2012. Au cours des années suivantes, elle remporte des titres nationaux sur piste et sur route dans différentes catégories d'âge. 
En 2018, Barnwell remporte le bronze sur la poursuite par équipes aux championnats du monde sur piste juniors (moins de 19 ans), avec Ellie Russell, Elynor Bäckstedt et Pfeiffer Georgi. L'année suivante, elle s'illustre aux championnats d'Europe juniors à Gand, où elle décroche l'argent en poursuite par équipes et sur l'omnium. Aux mondiaux sur piste juniors, elle obtient trois médailles de bronze sur la poursuite par équipes, la course scratch et l'omnium. En fin d'année, elle devient championne de Grande-Bretagne d'omnium chez les élites.
En 2020, elle ajoute deux titres nationaux sur le scratch et la poursuite par équipes. Aux championnats d'Europe sur piste espoirs (moins de 23 ans) de 2021, elle est médaillée d'argent dans la poursuite par équipes avec Sophie Lewis, Eluned King et Abi Smith. La même année, elle est sélectionnée à ses premiers championnats d'Europe élites, où elle échoue au pied du podium sur la poursuite par équipes. 
Lors de la saison 2022, elle est pour la deuxième fois championne de Grande-Bretagne du scratch. Lors des championnats d'Europe espoirs, elle cumule trois médailles d'argent en poursuite individuelle et par équipes, ainsi que sur le scratch. En 2023, elle est championne de Grande-Bretagne de poursuite par équipes, puis l'année suivante, elle gagne sur route le titre du Pays de Galles sur le critérium.

## Palmarès sur piste

### Championnats du monde
| Épreuve / Édition                   | Poursuite par équipes | Scratch | Omnium |
| Aigle 2018 (juniors)                | Bronze                |         |        |
| Francfort-sur-l'Oder 2019 (juniors) | Bronze                | Bronze  | Bronze |

### Championnats d'Europe
| Épreuve / Édition        | Poursuite | Poursuite par équipes | Scratch | Omnium |
| Gand 2019 (juniors)      |           | Argent                |         | Argent |
| Apeldoorn 2021 (espoirs) |           | Argent                |         |        |
| Granges 2021             |           | 4e                    |         |        |
| Anadia 2022 (espoirs)    | Argent    | Argent                | Argent  |        |
| Granges 2023             |           |                       | 6e      |        |

### Championnats de Grande-Bretagne
- 2018
  - 3e de la poursuite par équipes
- 2019
  -  Championne de Grande-Bretagne d'omnium
  - 2e de l'américaine
  - 3e de la poursuite par équipes
- 2020
  -  Championne de Grande-Bretagne de poursuite par équipes
  -  Championne de Grande-Bretagne du scratch
- 2022
  -  Championne de Grande-Bretagne du scratch
  - 3e de l'américaine
- 2023
  -  Championne de Grande-Bretagne de poursuite par équipes
  - 2e de la poursuite

## Palmarès sur route
- 2024
  - Championne du Pays de Galles du critérium